# Ulica Lekarska w Warszawie
Ulica Lekarska – ulica w dzielnicy Śródmieście w Warszawie.

## Opis
Ulica została  wytyczona w 1922 roku jako ulica zamykająca zwarty blok zabudowy zlokalizowany pomiędzy obecną
al. Armii Ludowej, al. Niepodległości i ul. Filtrową. Zamieszkało przy niej wielu znanych lekarzy, co spowodowało nadanie ulicy, uchwałą Rady Miejskiej Warszawy z dnia 27 września 1926, obecnej nazwy.
Zabudowa wyżej wymienionego kwartału ulic składa się z domów (segmentów) mieszkalnych Spółdzielni Mieszkaniowej „Ognisko” wybudowanych w latach 1924-27 według konceptu Romana Felińskiego. On też jest autorem projektów zachowanych do dziś piętrowych domków utrzymanych w konwencji tzw. stylu narodowego, stojących w zachodniej pierzei ulicy (nr 1 i 3-23).
Zabudowa wschodniej pierzei ulicy powstała nieco później, w latach 1931–1932 dla spółdzielni „Temida”. Autorem projektu był architekt Piotr Kwiek. Zachowane domy (pod numerami 2 i 4-14) prezentują styl odmienny od domów w pierzei nieparzystej i są bliskie architekturze konstruktywizmu.
Przed II wojną światową przy ulicy miała siedzibę Wielka Loża Narodowa Polski.
W 1944 w ogrodzie segmentu pod nr 9 Irena Sendlerowa i Jadwiga Piotrowska zakopały kartotekę referatu dziecięcego Rady Pomocy Żydom („Żegoty”).